# Вольфганг Амадей Моцарт
Вóльфганг Амадéй Мóцарт (нім. Wolfgang Amadeus Mozart МФА: [ˈvɔlfɡaŋ amaˈdeus ˈmoːtsart] німецька вимова іменіⓘ; повне ім'я Йоганн Хризостом Вольфганг Теофіл Моцарт нім. Joannes Chrysostomus Wolfgangus Theophilus Mozart; 27 січня 1756 — 5 грудня 1791) — видатний австрійський композитор і музикант-віртуоз. Один з найпопулярніших класичних композиторів, Моцарт зробив великий вплив на світову музичну культуру. За свідченнями сучасників, Моцарт мав феноменальний музичний слух, пам'ять і неперевершену здатність до імпровізації.
На відміну від багатьох композиторів XVIII століття, Моцарт не просто працював в усіх музичних формах свого часу, але і добився в них великого успіху. Багато з його творів визнані шедеврами симфонічної, концертної, камерної, оперної і хорової музики. Творчий доробок Моцарта становить понад 600 творів: 41 симфонію, понад 19 опер, велику кількість інструментальних концертів (зокрема 27 фортепіанних), 13 струнних квартетів, 35 сонат для скрипки, «Реквієм» та багато інших інструментальних та хорових творів. Музика Моцарта, створена під великим впливом Йозефа Гайдна, стала вершиною класичної епохи за чистотою мелодії та форми. Разом з Гайдном і Бетховеном Моцарт належить до найбільш значних представників Віденської класичної школи. Біографія Моцарта (особливо обставини його ранньої смерті) була предметом спекуляцій і суперечок, лягла в основу художніх вигадок і розхожих міфів.

## Життєпис

### Родина та ранні роки

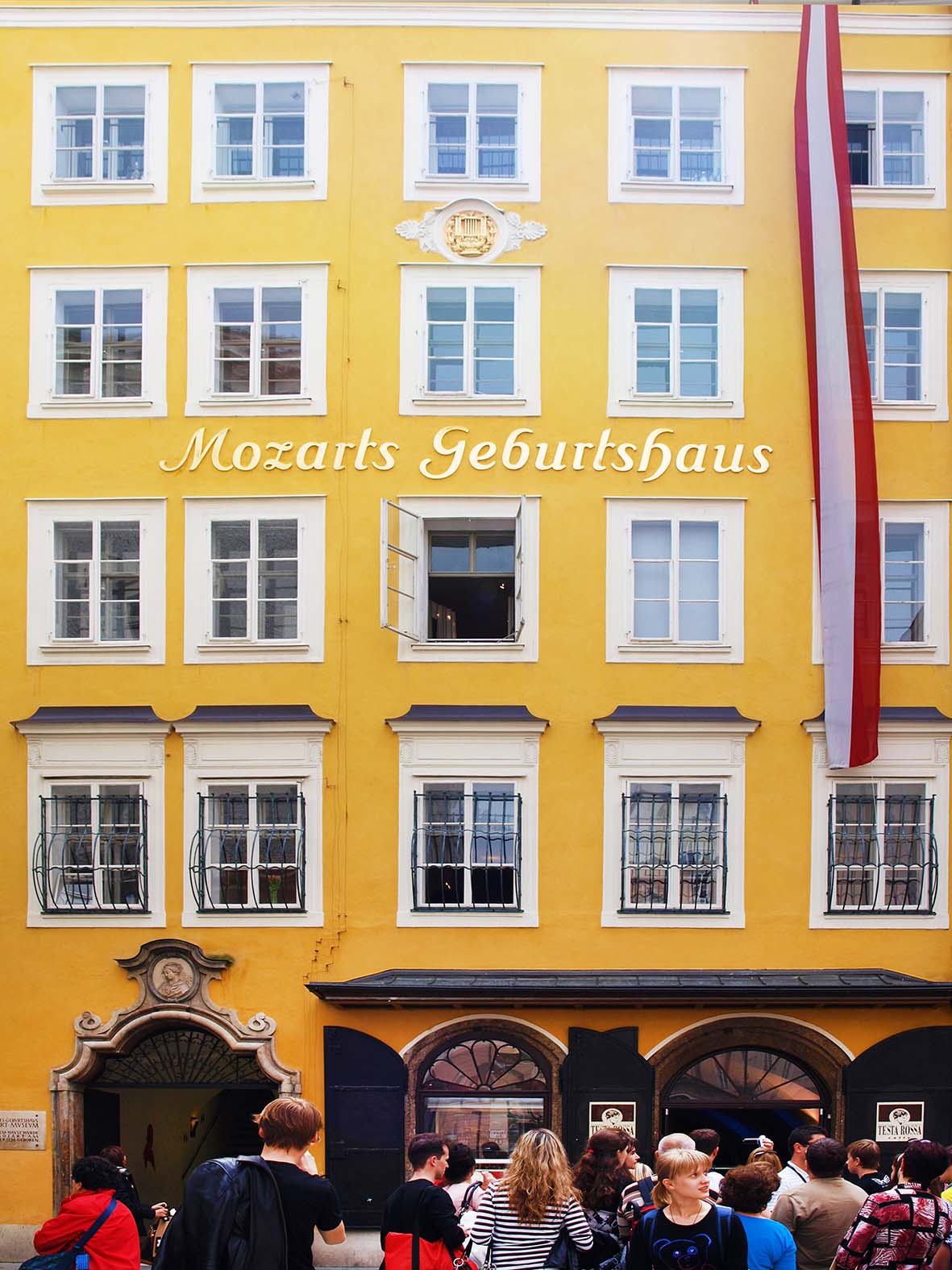
Музей у будинку, де народився В. А. Моцарт. Зальцбург, Ґетрайдеґассе, 9.

В.Моцарт у дитинстві, можливо 1763 рік

Моцарт народився у Зальцбурзі (нині Австрія), що був на той час столицею невеликого незалежного архієпископства у Священній Римській Імперії. Його батьками були Леопольд та Анна-Марія Моцарт. Єдина сестра, яка вижила після народження, звалася Марія-Анна (1751—1829) (удома її називали «Наннерль»). Вольфганг був хрещений на другий день після народження у соборі Св. Руперта. Його нарекли Johannes Chrysostomus Wolfgangus Theophilus Mozart. У його імені перші два слова — ім'я Івана Золотоустого (Хризостома), а четверте похідне з грецької мови Theophilus за життя Моцарта варіювалося як то лат. Amadeus, нім. Gottlieb, італ. Amadeo, що загалом означає «возлюблений Богом». Повна версія імені Моцарта значно змінювалася протягом життя. Моцарт у дорослому житті зазвичай називав себе Вольфганг Амадей Моцарт, але було й багато інших варіантів.
Батько Моцарта Леопольд Моцарт (1719—1787) був помічником капельмейстера в оркестрі при дворі архієпископа Зальцбурга, а також молодшим композитором. Крім того, він був одним з провідних музичних педагогів Європи, видав у 1756 році (коли народився Вольфганг) книжку «Есе з основ гри на скрипці» (нім. Versuch einer gründlichen Violinschule), і вона стала впливовою.
Музичні здібності Моцарта стали очевидними ще в ранньому дитинстві. Коли Наннерль було сім років, батько Леопольд почав давати їй уроки нотної грамоти. Трирічний Вольфганг спостерігав з явним захопленням — і пробував сам грати. Наннерл писала: «Коли йому виповнилося чотири рочки, батько заради забави навчив його грати на клавірі декілька менуетів та п'єс. Він грав їх без помилок і з найвищою витонченістю, і чітко витримуючи ритм. У віці п'яти років він уже писав невеличкі п'єси, які грав батькові, а той їх записував на папір».
Моцарт отримав інтенсивне музичне навчання від батька, включно з інструкціями гри на фортепіано і скрипці. Крім того, що Леопольд був дуже відданим учителем для своїх дітей, було очевидно, що Вольфганг робив прогрес навіть поза межами того, чого його вчив батько. Його перша самостійна композиція та його вроджена здатність грати на скрипці були великою несподіванкою для Леопольда і викликали у нього сльози захоплення. Батько й син ставали все ближчими.
Урешті-решт Леопольд перестав писати музику, коли видатний музичний талант його сина став очевидним, адже він був єдиним вчителем Вольфганга в ранні роки: окрім музики, він навчав своїх дітей мов та академічних предметів.

### 1762—1773: Роки подорожей

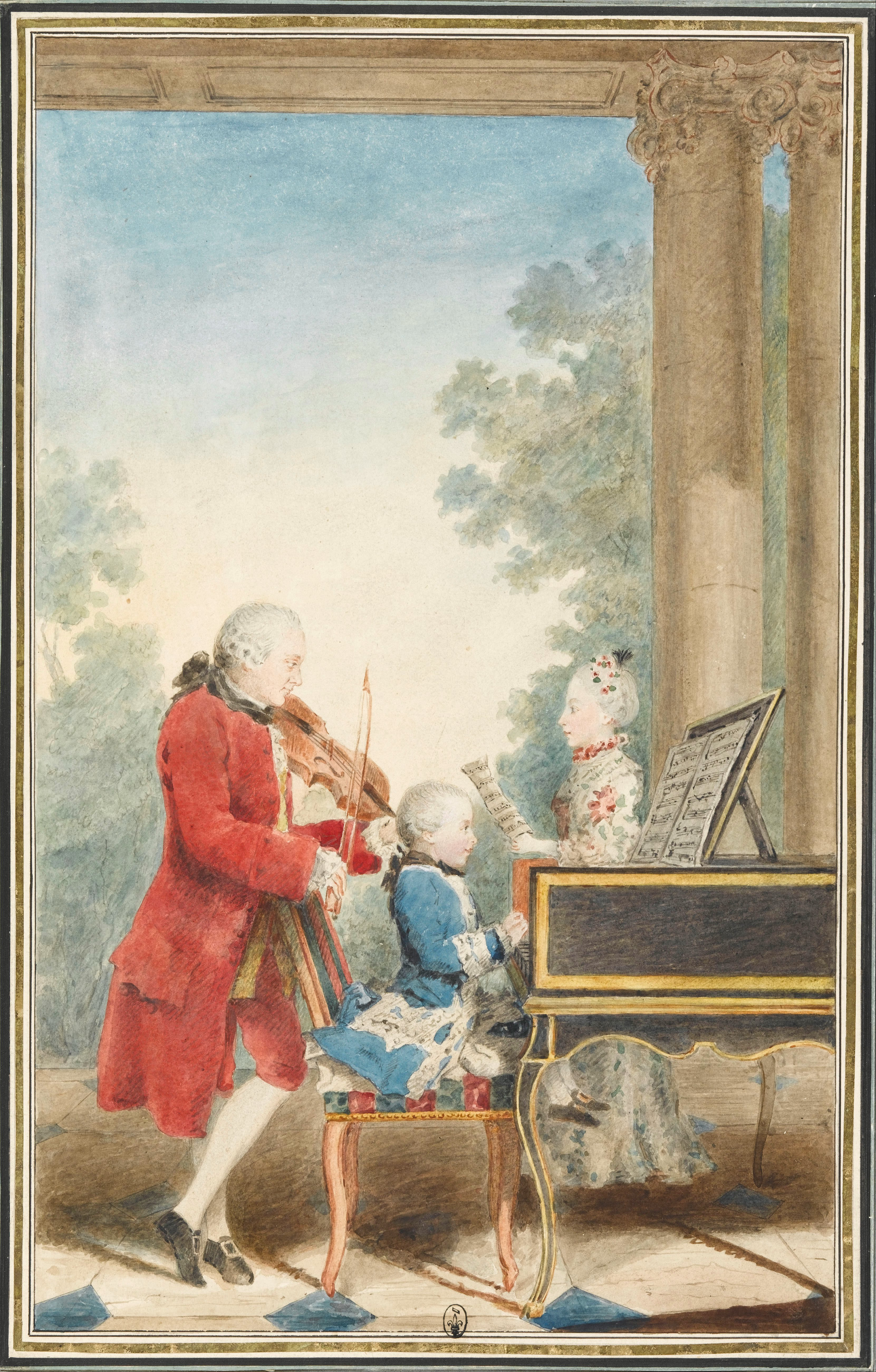
Моцарт з сім'єю. Художник Кармонтель, 1763 рік.

Див. також: Поїздки Моцарта до Італії
У роки зростання Моцарта його родина здійснила декілька подорожей Європою, під час яких дітей виставляли на показ як вундеркіндів. Це почалося в Мюнхені з представлення у 1762 році при Дворі курфюрста Баварії, згодом у цьому ж році при Імператорському дворі у Відні та Празі. Услід за цим пройшов довгий концертний тур протягом трьох років, під час якого родина побувала при дворах у Мюнхені, Мангаймі, Парижі, Лондоні та Гаазі. Моцарт зустрівся з багатьма музикантами та ознайомився з роботами інших композиторів. Особливо вплинув на нього Йоганн Крістіан Бах, який зустрівся з Моцартом у Лондоні у 1764-65 роках. Родина знову повернулася до Відня наприкінці 1767 року та залишалась там до грудня 1768 року. Під час цієї подорожі Моцарт захворів на натуральну віспу, тому що батько до цього відмовився робити йому варіоляцію, вірячи, що на те має бути «воля Божа» — вмерти хлопцеві чи жити.
Після одного року, проведеного в Зальцбурзі, відбулося три подорожі до Італії (грудень 1769 — березень 1771, серпень — грудень 1771 та жовтень 1772 — березень 1773), цього разу тільки з Леопольдом, мати Вольфґанґа та його сестра залишились вдома. Перша подорож нагадувала попередні, її головною метою було продемонструвати можливості Моцарта, тепер уже підлітка, як виконавця і композитора, що швидко дорослішає. У Болоньї Моцарт познайомився з Дж. Б.Мартіні і був прийнятий у члени відомої Філармонічної академії. 11 квітня 1770 року в Римі він з батьком відвідав суботню передвеликодню месу в Сикстинській капелі, де він почув «Miserere» Ґреґоріо Аллеґрі, а потім записав цей твір нотами повністю з пам'яті, припустившись лише декількох незначних помилок, таким чином зробивши першу нелегальну копію цієї власності Ватикану, що ретельно охоронялася. Невдовзі Моцарт був удостоєний аудієнції папи Климента XIV; вражений талантом 14-річного музиканта, папа нагородив його однією з найвищих католицьких відзнак — Орденом Золотої шпори
У Мілані Моцарт написав оперу «Mitridate Re di Ponto» (1770), що виконувалася з великим успіхом. Це привело до подальших замовлень опер, і Вольфґанґ з Леопольдом двічі поверталися із Зальцбурга до Мілана для написання, а потім — щоб відвідати прем'єри опер «Асканіо в Альбі» (1771) та «Лучіо Сілла» (1772).
Ближче до кінця останньої італійської подорожі Моцарт написав перший із творів, що і сьогодні широко виконується — мотет із сопрановим соло — «Exsultate, jubilate», К.165.

### 1773—1777: Зальцбурзький Двір
Після остаточного повернення з батьком із Італії Моцарт був найнятий на посаду придворного музиканта правителем Зальцбурга принцом-архієпископом Ієронімусом Коллоредо. Моцарт був «улюбленим сином» в Зальцбурзі, де у нього було безліч друзів та прихильників, і він мав можливість писати музику в багатьох жанрах, включаючи симфонії, сонати, струнні квартети, серенади та інколи опери. Деякі з творів, написаних у той час, широко виконуються і в наш час.
Попри цей незаперечний успіх, Моцарт ставав все більш незадоволений Зальцбургом і дедалі енергійніше робив спроби знайти роботу десь в іншому місці. Однією з причин цього була низька зарплатня, 150 флоринів на рік. Крім того, Моцарт прагнув писати опери, а в Зальцбурзі рідко траплялася нагода для цього.
Це довге перебування у Зальцбурзі перервали дві подорожі в пошуках роботи: Вольфґанґ з Леопольдом (обидва шукали роботу) поїхали до Відня з 14 липня по 26 вересня 1773 року та до Мюнхена з 6 грудня 1774 року по березень 1775 року. Жодна з цих поїздок не була успішною, хоча мюнхенська подорож завершилась вдалою прем'єрою опери Моцарта «Удавана садівниця» («La finta giardiniera»).

### 1777—1778: Паризька подорож
23 вересня 1777 року Моцарт розпочав новий тур у пошуках роботи, цього разу разом із своєю матір'ю Анною Марією Пертл Моцарт. Цей візит пролягав через Мюнхен, Мангайм та Париж. У Мангаймі він познайомився з музикантами мангаймського оркестру, найкращого в Європі на той час. Він також закохався в Алоїзію Вебер, одну з чотирьох дочок з музичної родини. Моцарт переїхав до Парижа і спробував там зробити кар'єру, але безуспішно (він отримав роботу органіста у Версалі, але це не було те, чого він прагнув). Паризька подорож була особливо нещасливою, тому що мати Моцарта захворіла і померла 23 червня 1778 року. Дорогою додому, у Зальцбург, Моцарт знову проїжджав через Мюнхен, де Алоїзія, що тепер вже працювала оперною співачкою, повідомила, що більше не зацікавлена в ньому. Розчарування Зальцбургом продовжилося після повернення Моцарта.
Виникає питання, чому Моцарт, незважаючи на свій талант, не зміг знайти роботу під час цієї подорожі. Існує думка, що проблема була в конфлікті між Вольфґанґом та його батьком Леопольдом, який наполягав на тому, щоб Моцарт знайшов високооплачувану роботу, яка б дозволила підтримувати всю родину. На думку Вольфґанґа, було б краще осісти у великому місті, працювати вільно найманим митцем і поступово здобути популярність серед аристократії, аби отримати пізніше важливу роботу. Раніше така стратегія добре спрацювала з іншими музикантами, наприклад з Йозефом Гайдном.

### 1781: Переїзд до Відня
У січні 1781 року в Мюнхені зі значним успіхом відбулася прем'єра опери Моцарта «Ідоменей, цар Критський» («Idomeneo»). У березні композитора було викликано до Відня, де його роботодавець, принц-архієпископ Коллоредо Зальцбурзький, брав участь у святкуваннях, присвячених сходженню на трон імператора Йозефа ІІ. Моцарт, який щойно мав великий успіх у Мюнхені, був ображений тим, що Коллоредо поводився з ним, як із простим слугою, й особливо, коли архієпископ заборонив йому виступити перед імператором (за плату, яка дорівнювала б половині його річної зарплатні в Зальцбурзі). У травні спричинена цим напруга посилилася: Моцарт спробував звільнитись, але йому було відмовлено. Однак через місяць запізнілий дозвіл було надано, але в дуже образливій формі: Моцарта звільнили буквально «копняком під зад». У той самий час Моцарт шукав можливості знайти гарну роботу у Відні, і він відчував, що має оселитися там і розпочати власну кар'єру вільного найманця.
Сварка з Коллоредо підсилювалась тим, що батько Моцарта схилявся на бік архієпископа, надсилаючи безліч гнівних листів синові з вимогою працювати на Коллоредо, тоді як сам Вольфґанґ наполягав на своєму бажанні розпочати власну кар'єру у Відні наодинці. Дебати скінчились, коли Моцарт звільнився з роботи, тим самим вивільнившись одночасно від гнітючого роботодавця та від батькових вимог повернутися. Це стало революційним кроком на життєвому шляху Моцарта і мало важливий вплив на його подальшу долю.

### Початок кар'єри у Відні
Нова кар'єра Моцарта у Відні розпочалася дуже добре. Він часто виступав як піаніст і незабаром показав себе найкращим клавішним музикантом у Відні. Ще у розпалі своєї сварки з архієпископом Коллоредо Моцарт переїхав з родиною Веберів з Манґайма до Відня. В цей час батько, Фредолін Вебер, помер, і родина ледь зводила кінці з кінцями. Алоїзія, що раніше відмовила Вольфгангу, тепер була одружена з актором Йозефом Ланге, і Моцарт перевів свій погляд на третю дочку, Констанцію. Ця пара одружилася 4 серпня 1782 року. Вони мали шістьох дітей, з яких тільки двоє вижили: Карл Томас (1784—1858) та Франц Ксавер Вольфганг (1791—1844; згодом теж став композитором, 17 літнім переїхав до Львова, де пізніше створює музичне товариство св. Цецилії, а також інститут співу, що фактично став першою музичною школою у місті).

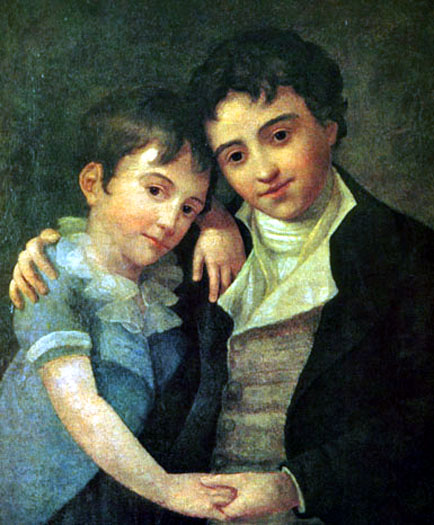
Сини Вольфґанґа Амадея Моцарта: Карл Томас (праворуч) та Франц Ксавер (ліворуч) (малюнок Ганса Гансена, Відень, 1800)

Протягом 1782—1783 років Моцарт, за допомогою та під впливом барона Готтфріда ван Світена, який володів багатьма манускриптами творів майстрів бароко, близько ознайомився з працями Й. С. Баха та Г. Ф. Генделя. Вивчення Моцартом цих творів спершу спричинило появу багатьох творів, що імітували стиль бароко, а згодом мало потужний вплив на створення власної музичної мови Моцарта.
У 1783 році Вольфґанґ та Констанція відвідали родину Моцарта в Зальцбурзі, але цей візит не був успішним, тому що Леопольд та Наннерл були просто ввічливими з Констанцією. Однак цей візит вибухнув написанням однієї з найкращих літургійних п'єс Моцарта, «Меси до мінор», прем'єра якої, хоча й незавершеної, відбулася в Зальцбурзі; Констанція співала на прем'єрі.
Через деякий час по переїзді до Відня Моцарт познайомився з Йозефом Гайдном, і ці двоє композиторів потоваришували. Коли Гайдн приїздив до Відня, вони інколи грали разом в імпровізованому струнному квартеті. Гайдн був у захваті від Моцарта; коли він вперше почув останні три цикли Моцарта, він сказав, відвідавши Леопольда: «Перед ім'ям Господа і як чесна людина, я кажу Вам, що Ваш син — найвеличніший композитор для мене, якого я знаю особисто чи на ім'я. Він має смак, більш того, має чудове знання мистецтва композиції».
Протягом 1782—1785 років Моцарт дав цикл концертів, під час яких він виступив як соліст на власних фортепіанних концертах. Він написав від трьох до чотирьох концертів для кожного концертного сезону, і через те, що концертні зали були зайняті, він орендував незвичні приміщення: велику кімнату у будинку апартаментів Тратнергоф і бальну кімнату в ресторані Мельгрубе. Концертні сезони були дуже популярні і концерти, написані для них Моцартом, вважаються одними з найкращих його творів.
14 грудня 1784 року Моцарт став масоном, увійшовши до масонської ложі «Wohltätigkeit» («Благодійність»). Вільне масонство відіграло важливу роль у подальшому житті Моцарта; він відвідував численні зібрання, частина його друзів були масонами, і з різних приводів він писав масонську музику. Моцарт поселився 1784 на Домгассе 5, де прожив 3 роки і де відкрито музей його імені.

### 1786—1787: Повернення до опери
Незважаючи на великий успіх опери «Викрадення із сералю», Моцарт мало писав опери протягом наступних років, створивши тільки дві незавершені роботи та одноактну оперу «Директор театру». Замість цього він зосередився на своїй кар'єрі соліста піаніста та автора концертів. Однак у кінці 1785 року Моцарт замість регулярного написання фортепіанних концертів розпочав свою оперну співпрацю з лібретистом Лоренцо да Понте. У 1786 році у Відні відбулася достатньо успішна прем'єра «Весілля Фігаро», яка пізніше у тому ж році була навіть ще успішнішою у Празькій постановці. Празький успіх привів до замовлення другої опери Моцарта — Да Понте: «Дон Жуан», прем'єра якої зірвала оплески у 1787 році в Празі, і її знову поставили з таким же успіхом у Відні в 1788 році. Обидві опери належать до найважливіших творів Моцарта і до сьогодні вважаються основою оперних репертуарів; їхня музична складність викликала труднощі на прем'єрах як у виконавців, так і у слухачів.
У грудні 1787 року Моцарт нарешті отримав надійну посаду під аристократичним патронажем. Імператор Йозеф II призначив його своїм «камерним композитором», ця посада звільнилася після смерті Ґлюка. Однак це не була постійна робота, за неї Моцарт отримував тільки 800 флоринів на рік, і це змушувало його писати музику до танців для щорічних балів у Редутензалі. Моцарт скаржився Констанції, що «платня була завелика як для того, що він робив, і замала як для того, що він міг би зробити». Однак згодом, коли настали насправді скрутні часи, виявилось, що і це було дуже добре. Дворові записи показують, що наміром Йосифа було мати впевненість у тому, що Моцарт, якого він поважав, не залишить Відень у пошуках кращого місця деінде.
У 1787 році молодий Людвіг ван Бетховен приїхав до Відня на два тижні з надією повчитися у Моцарта. Свідчення про те, що трапилось під час цього візиту, суперечливі, і розглядають принаймні дві гіпотези: що Моцарт прослухав Бетховена і похвалив його, і що Моцарт відмовився навчати Бетховена, і вони після цього більше не зустрічалися.

### 1788—1791
Ближче до кінця десятиріччя кар'єра Моцарта пішла на спад. Приблизно у 1786 році він перестав часто з'являтися на публічних концертах, і його достаток помітно зменшився. Це взагалі був важкий час для музикантів у Відні, тому що між 1788 та 1791 роками Австрія була у стані війни (Австрійсько-турецька війна), через це знизились одночасно і загальний рівень заможності, і можливість аристократів підтримувати музику.
У середині 1788 року Моцарт з родиною переїхав із центру Відня у дешевші апартаменти в передмісті. Моцарт почав позичати гроші, здебільшого у свого друга-масона Міхаеля Пушберга. У цей час він страждав від депресії, його продуктивність теж знизилася. Основні роботи цього періоду включають останні три симфонії (39, 40, 41) 1788 року і останню з трьох опер Да Понте, «Cosi fan tutte», прем'єра якої відбулася у 1790 році. У цей час Моцарт багато подорожував, сподіваючись поліпшити свій фінансовий стан: навесні 1789 року він відвідав Лейпциг, Дрезден та Берлін, а у 1790 році побував у Франкфурті, Мангаймі та інших німецьких містах. Ці подорожі мали лише частковий успіх, який не вирішував фінансових проблем Моцарта.
Останній рік життя Моцарта, до того, як хвороба остаточно вразила його, був роком величезної продуктивності і особистого відновлення. У цей період Моцарт написав дуже багато музики, включаючи деякі з його найкращих робіт: опера «Чарівна флейта», фінальний фортепіанний концерт К.595, концерт для кларнета К.622, останній з чудової серії струнних квінтетів к.614, мотет «Ave verum corpus» К.618 і незавершений (на частині Lacrimosa) «Реквієм» К.626.
Фінансовий стан Моцарта, який у 1790 році був головним джерелом його неспокою, також почав покращуватися. За деякими джерелами, в Угорщині та в Амстердамі знайшлися заможні шанувальники Моцарта, які зобов'язалися сплачувати йому щорічну ренту в обмін на написання час від часу деяких творів. Моцарт також заробив непогані гроші на продажу танцювальної музики, яку він написав, працюючи імператорським камерним композитором. Він перестав позичати великі суми у Пушберга і почав повертати свої борги.
Нарешті Моцарт зміг відчути задоволення від публічного успіху деяких своїх творів, зокрема «Чарівної флейти» (яку ставили багато разів навіть за той короткий період між своєю прем'єрою та смертю Моцарта) і «Маленької масонської кантати» К.623, прем'єра якої відбулася 15 листопада 1791 року.

### Хвороба і смерть
Моцарт захворів, коли перебував у Празі на прем'єрі своєї опери «Милосердя Тіта» («La clemenza di Tito»), написаної на замовлення у 1791 році для коронаційних святкувань імператора. Ще якийсь час він зміг виконувати професійні функції, наприклад, проводити прем'єру «Чарівної флейти» 30 вересня. Хвороба посилилася 20 листопада, коли Моцарт вже не зміг вставати з ліжка, страждаючи від набряків, болю та блювання. За ним доглядали Констанція, її молодша сестра Софі та сімейний лікар Томас Франц Клоссет. Є свідчення, що Моцарт був буквально схиблений на ідеї закінчити свій «Реквієм», але докази того, що він фактично надиктував пасажі Зюсмайру, дуже непевні.
Моцарт помер о 1-й годині ранку 5 грудня 1791 року. За тогочасною віденською традицією його поховали 7 грудня в загальній могилі на цвинтарі Святого Марка за містом, тому наразі розташування його могили невідоме.
Причина смерті Моцарта на сьогодні не може бути названа напевно. Існує багато припущень, які включають трихінельоз, отруєння ртуттю, хворобу нирок з розвитком ниркової недостатності. Поширену на той час медичну практику кровопускання називають можливою причиною погіршення перебігу хвороби. Однак найбільш ймовірною вважають версію, що Моцарт помер від ревматизму; починаючи з дитинства, у нього три чи чотири рази були напади цієї хвороби, яка має тенденцію повертатися, щоразу здатна спричинити надзвичайно згубні наслідки, в першу чергу, такі як ушкодження серцевих клапанів з формуванням набутої вади серця та нирок з утворенням специфічного нефриту, внаслідок чого можливе утворення хронічної серцевої та ниркової недостатності.
Скромне поховання Моцарта не відображає ставлення суспільства до нього як до композитора: панахида та концерти у Відні та Празі були добре організовані. Навпаки, в період після смерті Моцарта його музична репутація постійно зростала, була безпрецедентна хвиля ентузіазму щодо його роботи. Шліхтенгроль, Нємецек та Ніссен написали біографії, а видавці змагалися за право видати повне зібрання його творів.
Поховання Моцарта відбулося за затвердженим тогочасним законом про поховання осіб відповідно до їхнього місця в суспільній ієрархії при житті. На жаль, невисоке походження батька Моцарта спричинило низьке місце в житті (батько — слуга в палаці єпископа Зальцбурга) і відповідно скромне поховання після смерті.

## Риси стилю
Музика Моцарта, як і музика Гайдна, є архетипом класичного стилю. В часи Моцарта в європейській музиці домінував стиль галант, що був реакцією на складності музики бароко. Поступово, значною мірою завдяки самому Моцарту, притаманна бароковій музиці поліфонія з'явилися знову, але у менш складних формах і адаптована до нового естетичного та соціального середовища. Моцарт був різнобічним композитором і писав у всіх основних жанрах, включаючи симфонії, опери, інструментальні концерти, камерну музику, включаючи струнні квартети і квінтети, а також сонати для фортепіано. Ці жанри не були новими, але Моцарт удосконалив їхню технічну витонченість та емоційну наповненість. Також Моцарт розробив і популяризував класичний фортепіанний концерт. Він написав багато релігійної музики, включаючи меси, а також танці, дивертисменти, серенади та музику інших жанрів, що призначались для легких розваг.
Протягом останнього десятиліття Моцарт часто використовував хроматичну гармонію. Примітним прикладом є Струнний квартет до мажор, К.465 (1785), вступ якого рясніє хроматичними затриманнями, за що цей Квартет називають «Дисонантним».
Моцарт мав дар вбирати та адаптувати цінні риси музики інших авторів, в чому йому допомогли подорожі. У Лондоні в дитинстві Моцарт познайомився з Й. К. Бахом та почув його музику. У Мангеймі ознайомився з передовими на той час можливостями Мангеймського оркестру. В Італії він познайомився з італійською увертюрою та оперою-буффою, що глибоко вплинула на еволюцію його творчості. У Лондоні та Італії набирав популярності галантний стиль: проста, легка музика в межах трьох функцій (на тоніці, домінанті та субдомінанті), симетричними фразами; і чітко окресленими межами частин форми. Деякі з ранніх симфоній Моцарта є тричастинними італійськими увертюрами, багато з них однотональні. Інші імітують роботи Й. К. Бах і написані у простій двочастинній формі.

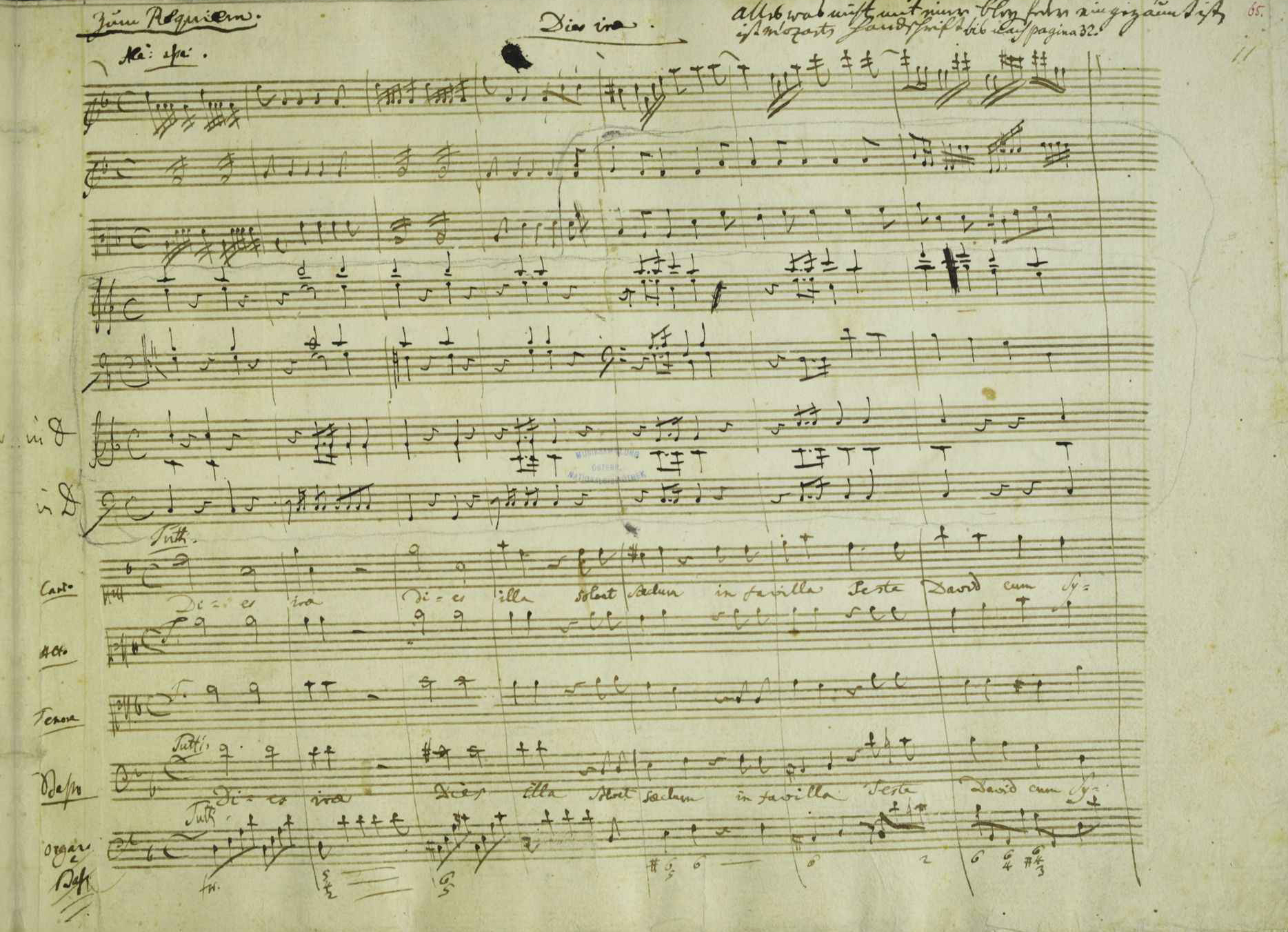
Факсимільний нот із частини Dies Irae меси- реквієму ре мінор (К. 626) почерком Моцарта (Mozarthaus, Відень)

У міру дорослішання Моцарт поступово включав нові риси, адаптовані з бароко. Наприклад, симфонія No. 29 ля мажор до. 201 має контрапунктичну основну тему в першій частині і має нерегулярну довжину фраз. Деякі з його квартетів 1773 року містять у фінали у вигляді фуги, ймовірно, під впливом Гайдна, який включив три такі фінали у щойно опублікованому опус 20. Вплив німецької літератури «Бурі і натиску» у музиці Моцарта став передбаченням епохи романтизму, що особливо відчувається у Симфонія № 25 соль мінор.
Моцарт іноді перемикав свою увагу між операми та інструментальною музикою. В його операх представлені усі тогочасні оперні стилі: опера буффа («Весілля Фігаро», «Дон Жуан» і «Так чинять усі жінки»; opera seria, наприклад Idomeneo; та Singspiel, з яких Die Zauberflöte є найвідомішим прикладом будь-якого композитора. У своїх пізніших операх він використовував тонкі зміни в інструментовці, оркестровій структурі та кольорі тону для емоційної глибини та позначення драматичних змін. Тут взаємодіяли його успіхи в опері та інструментальній композиції: його все більш витончене використання оркестру в симфоніях і концертах вплинуло на його оперну оркестровку, а його тонке використання оркестру для психологічного ефекту в операх, у свою чергу, відбилося в його пізнішому не- оперні композиції.

### Інструменти
Хоча деякі з ранніх творів Моцарта були написані для клавесина, він також познайомився в ранні роки з фортепіано, виготовленими майстром із Регенсбурга Франц Якоб Шпет. Пізніше, коли Моцарт відвідав Аугсбург, він був вражений фортепіано Йоганна Андреаса Штайна про що розповів у листі своєму батькові. 22 жовтня 1777 року Моцарт виконав прем'єру свого потрійного фортепіанного концерту K. 242 на інструментах, наданих Штайном. Першу партію грав органіст Аугсбурзького собору Деммлер, другу — Моцарт, третю — Штейн. У 1783 році, живучи у Відні, він придбав інструмент роботи Антона Вальтера. Леопольд Моцарт засвідчив про прихильність В. А. Моцарта до фортепіано Вальтера таким чином: «Неможливо описати суєту. Фортепіано вашого брата переносили щонайменше дванадцять разів із його дому до театру чи до когось іншого».

## Вплив
Найвідомішим учнем Моцарта, якого він на два роки взяв до свого дому, був, ймовірно, Йоганн Непомук Гуммель, перехідна постать між класичною та романтичною епохами. Більш важливим є вплив Моцарта на композиторів наступних поколінь. Після смерті композитора його визнання поширилось по всьому світу і вивчення партитур Моцарта стало невід'ємною частиною навчання класичних музикантів.
Людвіг ван Бетховен, молодший за Моцарта на п'ятнадцять років, перебував під глибоким впливом його творчості, з якою він познайомився ще підлітком. Вважається, що він виконував опери Моцарта, коли грав у придворному оркестрі в Бонні, і поїхав до Відня в 1787 році, сподіваючись вчитися у старшого композитора. Деякі з творів Бетховена цілковито успадковують моделі творів Моцарта, також Бетховен написав каденції (WoO 58) до фортепіанного концерту ре мінор Моцарта К. 466. 
Чимало композиторів написали цикли варіацій на теми Моцарта. Бетховен написав чотири таких цикли (Op. 66, WoO 28, WoO 40, WoO 46). Серед інших — Фернандо Сор, Михайло Глінка (на тему з опери «Чарівна флейта», 1822), Фредерік Шопен (на тему „Là ci darem la“ mano» з опери «Дон Жуан», 1827) і Макс Регер (засновані на варіаційній темі фортепіанної сонати К. 331, 1914). Петро Ілліч Чайковський, написав свою оркестрову сюїту № 4 «Моцартіана» (1887).

## Твори
Моцарт є автором понад 600 творів. Твори Моцарта зазвичай нумерують за Каталогом Кехеля, розробленим австрійським музикознавцем Людвігом фон Кехелем 1862 року і дещо виправленим у наступних перевиданнях (нове видання каталогу готувалося впродовж 18 років та було представлене суспільству 19 вересня 2024 року у паперовому вигляді та онлайн). При позначенні номера за Кехелем використовують знаки K або KV.

### Опери
1. Духовний зінгшпіль (сценічна ораторія) «Борг першої заповіді» (Die Schuldigkeit des ersten Gebotes, 1-а частина колективного твору, 1767, Зальцбург),
2. Шкільна опера (латинська комедія) «Аполлон і Гіацинт, або Перетворення Гіацинта» (Apollo et Hyacintus, seu Hyacinthi Metamorphosis, лібрето P. Відля за «Метаморфозами» Овідія, 1767, Зальцбурзький університет);

опери-серіа:
1. Мітрідат, цар Понтійський (Mitridate, re di Ponto, лібрето В. А. Чинья-Санти за Ж. Расіном, 1770, Мілан, театр «Реджо дукаль»),
2. Ідоменей, цар Критський, або Ілія і Ідамант (Idomenco, re di Creta, ossia Ilia ed Idamante, 1781, Мюнхен, Резіденцтеатр),
3. Милосердя Тіта (La clemenza di Tito, лібрето П. Метастазіо, переробка До. Маццолі, 1791, Прага, Становий театр);
4. Асканіо в Альбі, serenata teatrale (Ascanio in Alba, лібрето Дж. Паріні, 1771, Мілан, театр «Реджо дукале»),
5. Сон Сципіона, serenata drammatica (Il sogno di Scipione, лібрето П. Метастазіо, 1772, Зальцбург);
6. Лучіо Сілла, dramma per musica (Lucio Silla, лібрето Дж. де Гамерри, переробка П. Метастазіо, 1772, Мілан, театр «Реджо дукале»);
7. Цар-пастух, dramma per musica (Il re pastore, лібрето П. Метастазіо, 1775, Зальцбург);

опери-буфа:
1. Удавана простачка (La finta semplice, лібрето М. Коль-Телліні за До. Гольдоні, 1768, поставлений 1769, Зальцбург),
2. Удавана садівниця (La finta giardiniera, лібрето гадане Р. Кальцабіджі, переробка М. Кольтелліні, 1775, Мюнхен, Редутенхаус),
3. Каїрський гусак (L'oca del Cairo, лібрето Дж. Вареско, 1783, не закінчена; з новим французьким лібрето і доповнена з «Обдуреного жениха» поставлений 1867, Париж),
4. Обдурений наречений, або Суперництво трьох жінок через одного коханого (Lo sposo deluso, ossia La rivalita di tre donne per un solo amante, 1783, не закінчена),
5. Весілля Фігаро (Le nozze di Figaro, лібрето Л. Да Понті за комедією «Божевільний день, або Одруження Фігаро» Бомарше, 1786, Відень, «Бургтеатр»),
6. Так чинять усі (Cosi fan tutte, лібрето Л. Да Понті, 1790, Відень, «Бургтеатр»);
7. Дон Жуан, dramma giocoso (Покараний розпусник, або Дон Жуан, Il dissolute punito, ossia Il Don Giovanni, лібрето Л. Да Понті за іспанською легендою, обробленою в комедії «Севільській спокусник, або Кам'яний гість» Тірсо де Моліна, і частково за лібрето Дж. Бертаті з опери «Дон Хуан Тенорьо, або Кам'яний гість» Дж. Гаццаніги, 1787, Прага, Національний театр графа Ностіца);

зінгшпілі:
1. Бастьєн і Бастьєнна (лібрето Ф. Вайскерна за п'єсою «Любов Бастьєна і Бастьєнни» Ш. С. Фавара, що пародіювала оперу «Сільський чарівник» Ж. Ж. Руссо, 1768, Відень, приватний будинок),
2. Заїда (Сераль, Zaide, Das Serail, лібрето А. Шахтнера, 1779 — 80, не закінчена, 1866, Франкфурт-на-Майні, Штадттеатр),
3. Викрадення із Сераля (Die Entfuhrung aus dem Serail, лібрето До. Ф. Брецнера, переробка Р. Стефані-молодшого, 1782, Відень, Національний придворний театр — «Бургтеатр»);
4. Директор театру, Komödie mit Musik (Der Schauspieldirektor, лібрето Р. Стефані-молодшого, 1786, Відень, палац Шенбрунн);
5. Чарівна флейта, велика опера (Die Zauberflote, лібрето Е. Шиканедера за казкою «Лулу, або Чарівна флейта» К. М. Виланда з доп. з його ж казок «Лабіринт» і «Розумні хлопчиська», а також за лібрето К. В. Хенслера з опери «Свято сонця у брамінів» Венцеля Мюллера, драмою «Томас, цар єгипетський» Т. Ф. фон Геблера і романом «Сетос» Же. Террасона, 1791, Відень, «Віденертеатр»);

балет-пантоміма:
1. Дрібнички (Les petits riens, балетмейстер Же. Ж. Новер, 1778, Париж, театр «Королівська академія музики»);

### Для хору
- меси
  - 17 мес (1768-80, створені в Зальцбурзі, зокрема так звана Коронація, 1779),
  - 2 меси (1775, створена в Мюнхені; 1783, створена у Відні, не закінчена);
- Реквієм (1791 рік, незакінчений, з доповненнями Ф- Кс. Зюсмайра, виконаний 1793, Відень);
- 4 літанії,
- 2 вечерні (Vesper), Купе, офферторії, мотети та ін.;
- ораторія (azione sacra) Звільнена Ветулія (La Betulia liberata, слова П. Метастазіо, 1771);
- кантати
  - італійська — Давид, що кається (Davidde penitente, 1785),
  - німецькі — Надгробна музика (Grabmusik, 1767), Тобі, душа всесвіту (Dir, Scele des Weltalls, 1785), Радість каменярів (Die Maurerfreude, 1785), Ви, що шануєте творця невимірного миру (Die ihr des unermeblichen Weltalls Schopfer ehrt, для голосу з фортепіано, 1791), Маленька масонська кантата (Eine kleine Freimaurer-Kantate, 1791);

### Для оркестру
симфонії
1764-65 — Es-dur (К 16); 1765 — D-dur (К 19), B-dur (К 22); 1767 — F-dur (К 76), F-dur (К 43); 1768-D-dur (К 45), G-dur (KA 221, Lambacher; припускають, що написана батьком Моцарта, а Моцарту належить інша, в тій же тональності, що приписувалася батьку, так звана Neue Lambacher), B-dur (KA 214), D-dur (К 48); 1769 — C-dur (К 73); 1770 — D-dur (К 81), D-dur (К 97), D-dur (К 95), D-dur (К 84), G-dur (К 74); 1771 — B-dur (KA 216, Mozart?), F-dur (К 75), G-dur (К 110), C-dur (К 96), F-dur (К 112), A-dur (К 114), F-dur (К 98, Mozart?); 1772 — G-dur (К 124), C-dur (К 128), G-dur (К 129), F-dur (К 130), Es-dur (К 132), D-dur (К 133), A-dur (К 134), D-dur (К 161, К 163: з 3 частин, перші 2 — увертюра до опери «Сон Сципіона»); 1773 — C-dur (К 162), G-dur (К 199), D-dur (К 181), Es-dur (К 184, Ouverture), B-dur (К 182), g-moll (К 183); 1774 — C-dur (К 200), A-dur (К 201), D-dur (К 202); 1778 — D-dur (К 297, Pariser), B-dur (KA 8, Ouverture, Mozart?); 1779 — C-dur (K 318, Ouverture), B-dur (K 319); 1780 — C-dur (К 338); 1782 — D-dur (К 385, Haffner); 1783 — № 36 — C-dur (K 425, Linzer); 1786 — № 38 — D-dur (К 504, Prager); 1788 — № 39 — Es-dur (K 543), № 40 — g-moll (К 550), № 41 — C-dur (K 551, Jupiter);
концерти
для фортепіано з оркестром—
1773 -D-dur (К 175); 1776 — B-dur (K 238), C-dur (К 246); 1777 — Es-dur (К 271); 1782 — A-dur (К 414); 1782-83 — F-dur (К 413), C-dur (К 415); 1784 — Es-dur (K 449), B-dur (K 450), D-dur (K 451), G-dur (K 453), B-dur (K 456), F-dur (K 459); 1785 — d-moll (К 466), C-dur (К 467), Es-dur (К 482); 1786 — A-dur (К 488), c-moll (K 491), C-dur (К 503); 1788 — D-dur (К 537); 1791- B-dur (K 595);
- концерт для 2 фортепіано з оркестром—1779 — Es-dur (К 365);
- концерт для 3 фортепіано з оркестром—1776 — F-dur (К 242);
- рондо для фортепіано з оркестром—1782-D-dur (К 382), A-dur (К 386);

для скрипки з оркестром—
1775 — B-dur (К 207), D-dur (К 211), G-dur (К 216), D-dur (К 218), A-dur (До 219) [приналежність М. 3 інших концертів для скрипки, зокрема D-dur (До 271 а, 1777?), оспорюється];
- рондо для скрипки з оркестром—1781 — C-dur (К 373);
- концерт для 2 скрипки з оркестром—1774 — C-dur (К 190, Concertone, Великий концерт):
- концерт для скрипки і альта з оркестром—1779 — Es-dur (К 364, Sintonia concertante, Концертна симфонія);

для духових з оркестром—
- концерт для флейти з оркестром-1778 — G-dur (До 313);
- концерт для гобоя (або флейти?) з оркестром—1778- D-dur (К 314);
- концерт для кларнета з оркестром—1791 — A-dur (К 622);
- концерт для фагота з оркестром—1774 — B-dur (К 191);
- концерти для валторни з оркестром—1782-D-dur (К 412); 1783- Es-dur (К 417), Es-dur (K 447); 1786 — Es-dur (К 4115);
- концерт для флейти і арфи з оркестром—1778 — C-dur (К 299);

серенади
- для симфонічного оркестру-

1769 — D-dur (К 100), G-dur (К 63), B-dur (К 99, Cassation); 1773 — D-dur (K 185); 1774 — D-dur (К 203); 1775 — D-dur (K 204); 1776 — D-dur (K 250, Haffner), F-dur (К 101, Standchen); 1776-77 — D-dur (К 286, Notturno для 4 оркестрів); 1779 — D-dur (К 320);
- для струнного оркестру-

1776 — D-dur (К 239, Serenata notturna, з квартетом солістів і литаврами); 1787- G-dur (К 525, Eine kleine Nachtmusik);
- для духового ансамблю-

1781 — B-dur (К 361, Gran partita, 12 духових інструментів і контрабас); 1781-82- Es-dur (К 375, секстет); 1782-c-moll (К 388, Nacht-Musique, октет);
дивертисменти
- для оркестру-

1771- Es-dur (К 113, Concerto); 1772- D-dur (К 131); 1773- D-dur (К 205); 1776 — F-dur (К 247), D-dur (K 251); 1777 — B-dur (К 287); 1779 — D-dur (K 334);
- для струнного оркестру—

1772-D-dur (K 136), B-dur (К 137), F-dur (K 138);
- для духового ансамблю—

1773 (?) — C-dur (К 187, 2 флейти, 6 труб и 4 литаври); 1773 — B-dur (К 186, децимет), Es-dur (К 166, децимет); 1775 — B-dur (KA 227, октет, Mozart?), F-dur (K 213, секстет); 1776- B-dur (К 240, секстет), Es-dur (К 252, секстет), C-dur (К 188, 2 флейти, 6 труб и 4 литаври), F-dur (К 253, секстет); 1777 — B-dur (К 270, секстет), Es-dur (К 289, секстет); 1783 — 5 Divertimenti, Es-dur (KA 229, KA 229a, 2 кларнети або бассетгорна і фагот);
різні п'єси для оркестру і ансамблю-
1766 — Galimathias musicum (Quodlibet, K 32, оркестру з клавіром); 1785 — Maurcrische Trauermusik, c-moll (K 477); 1787 — Ein musikalischer Spab, F-dur (K 522, 2 скрипки, альт, бас і 2 валторни); марші (деякі приєднувалися до серенад), танці (менуети, контрданси, лендлери, «німецькі» та ін.), частини симфоній та ін..
церковні сонати-
- для органу (?) та струнного оркестру: 1772 (?)-Es-dur (К 67), B-dur (К 68), D-dur (К 69); для органу та струнного оркестру: 1772 — D-dur (К 144), F-dur (К 145); 1775 — B-dur (К 212); 1776 — G-dur (К 241). F-dur (K 224), A-dur (К 225), F-dur (K 244), D-dur (К 245);
- для органу та оркестру: 1776-C-dur (К 263); 1779 — C-dur (К 278), C-dur (К 329);

### Камерні твори
Квінтети:
- для 2 скрипок, 2 альтів і віолончелі:

1773- B-dur (К 174); 1787 — C-dur (К 515), c-moll (К 406, обробка серенади для дух. інструментів До 388); 1791 — Es-dur (К 614); для 2 скрипок, альта, віолончелі і кларнета: 1789-A-dur (К 581); для скрипки, 2 альтів, віолончелі, валторни (або 2-ій віолончелі): 1782 — Es-dur (К 407); для фортепіано, гобоя, кларнета, валторни і фагота: 1784 — Es-dur (К 452); для скляної гармоніки, флейти, гобоя, альта і віолончелі: 1791 — Adagio und Rondo, c-moll — C-dur (K 617)
Квартети:
- для 2 скрипок, альта і віолончелі — : 1770 — G-dur (К 80); 1772 — D-dur (К 155), G-dur (К 156); 1772 — 73 — C-dur (К 157), D-dur (К 158); 1773 — B-dur (К 159), Es-dur (К 160), F-dur (К 168), A-dur (К 169), C-dur (К 170), Es-dur (К 171), В-dur (К 172), d-moll (К 173); 1782 — G-dur (К 387); 1783 — d-moll (К 421), Es-dur (К 428); 1784 — B-dur (К 458, Jagdquartett, Мисливський); 1785 — C-dur (К 465); 1786 — D-dur (К 499): 1788 — c-moll (К 546, Adagio und Fuge); 1789 — D-dur (K 575); 1790 — B-dur (К 589), F-dur (К 590); 1782 (1783?) — 5 чотириголосних фуг з Добре темперованого клавіру Й. С. Баха (переклад., К 405);
- для скрипки, альта, віолончелі і флейти:

1777 — D-dur (К 285); 1778 — G-dur (К 285а), C-dur (KA 171), A-dur (K 298)
- для скрипки, альта, віолончелі та гобоя: 1781 — F-dur (К 370);
- для фортепіано, скрипки, альта і віолончелі.

Тріо:
- для струнного тріо: середина-кінець 1760-х — “Ganz kleine Nachtmusik” (“Трохи нічної музики”) (KV 648)[24][25];
- для 2 скрипок і віолончелі: 1777 — B-dur (K 266);
- для скрипки, альта і віолончелі; 1782 — 5 триголосних фуг Й. С. Баха і фуга В. Ф. Баха (перекладення і приєднання до кожної фуги вступу, в чотирьох номерах — Adagio М., в двох номерах — перекладення Adagio і Largo з органних сонат Й. С. Баха, K 404 а), 1788 — Divertimento Es-dur (K 563);
- для фортепіано, скрипки і віолончелі: 1776 — B-dur (K 254, Divertimento); 1783 — d-moll (K 442), 1786 — G-dur (K 496), B-dur (K 502); 1788 — E-dur (K 542), C-dur (K 548), G-dur (K 564); для фортепіано, альта і кларнета: 1786 — Es-dur (K 498).

Дуети:
- сонати для скрипки і фортепіано:

1762-64 — C-dur (К 6); 1763-64 — D-dur (К 7), B-dur (К 8); 1764 — G-dur (К 9), В-dur (К 10), G-dur (К 11), A-dur (K 12), F-dur (К 13), C-dur (K 14), B-dur (К 15) (сонати К 10-15 для фортепіано і скрипки або флейти, за бажанням з віолончелі); 1766 — Es-dur (К 26), G-dur (К 27), C-dur (К 28), D-dur (K 29), F-dur (К 30), B-dur (K 31); 1778 — G-dur (К 301), Es-dur (К 302), C-dur (К 303), A-dur (K 305), C-dur (К 296), c-moll (K 304), D-dur (К 306); 1779 — B-dur (К 378); 1781 — G-dur (К 379), F-dur (K 376), F-dur (К 377), Es-dur (K 380); 1782 — C-dur (К 403), C-dur (К 404), A-dur (К 402); 1784 — B-dur (K 454); 1785 — Es-dur (К 481); 1787 — A-dur (K 526); 1788 — F-dur (K 547);
- варіації для скрипки і фортепіано — 2 цикли, 1781;
- варіації для скрипки й альта: duo — 1783 — G-dur (К 423), B-dur (K 424); *соната для фагота и віолончелі — 1775 — B-dur (К 292);
- 12 duo для 2 бассетгорнів — 1786 (К 487).

Для фортепіано в 4 руки:
- сонати: 1765 — C-dur (К 19d); 1772 — D-dur (К 381); 1774 — B-dur (К 358); 1786 — F-dur (К 497); 1787 — C-dur (К 521);
- варіації- G-dur (К 501).

Для 2 фортепіано:
- соната: 1781 — D-dur (К 448);
- фуга- 1783 — c-moll (K 426).

Для фортепіано:
- сонати

1774 — C-dur (К 279), F-dur (К 280), B-dur (K 281), Es-dur (К 282), G-dur (K 283); 1775 — D-dur (К 284), 1777 — C-dur (K 309), D-dur (K 311); 1778 — a-moll (К 310), C-dur (К 330), A-dur (К 331), F-dur (К 332), B-dur (К 333): 1784 — c-moll (К 457): 1788 — F-dur (К 533), C-dur (K 545), F-dur (KA 135, KA 138 a); 1789 — В-dur (К 570), D-dur (K 576);
- варіації— 15 циклів (1766-91);
- рондо — 1786 — D-dur (К 485), F-dur (K 494, увійшло в сонату К 533); 1787 — a-moll (К 511);
- фантазії — 1782 — c-moll (K 396, спочатку для фортепіано і скрипки), d-moll (К 397); 1785 — c-moll (К 475);
- різні п'єси — Allegro (декілька номерів): менуети, прелюдія і фуга, жига, Adagio, маленький траурний марш;

Для органу:
Adagio та Allegro (1790 рік), фантазія, Andante (1791).
Для скляної гармоніки:
- Adagio (1791);
- Квінтет для скляної гармоніки, флейти, альта, віолончелі та гобоя (К. 617).

### Окремі вокальні твори
вокальні твори з оркестром:
- арії (понад 50), ансамблі, хори, пісні;

вокальні твори з фортепіано:
- пісні (30), ансамблі: для декількох голосів (або хорів) — канони (40);
- канон Leck mich im Arsch
- музика до героїчної драми «Тамос, цар єгипетський» («Thamos, Konig von Agypten» Геблера, 1773, виконана 1774, Відень (?); 2-а редакція 1776 або 1779, Зальцбург)

#### Переклади українською
- Моцарт В. Старенька /Укр. пер. М.Рильського. — К.: Книгоспілка, [Б.р.]. — 3 с.
- Моцарт В. Фіялка /Укр. пер. Б.Тена. — К.: Книгоспілка, [Б.р]. — 4с.
- До Хлої [Архівовано 10 вересня 2017 у Wayback Machine.] (перекладач — Олена О'Лір)

## Музичні приклади
Orchestral 
 Vocal 
 Piano 

## Пам'ять
На честь В. А. Моцарта названо астероїд 1034 Моцартія.
Життю Моцарта присвячено такі художні твори:
- Моцарт і Сальєрі — драма О. С. Пушкіна (1831), що стала основою однойменної опери М. Римського-Корсакова та фільму (Росія)
- Художній фільм Амадей (США, 1984)
- рок-опера «Моцарт» Дова Аттья та Альберта Коен (Франція, 2009)

У центрі Відня є Дім Моцарта — єдине відоме помешкання, в якому жив Моцарт, збережене до сьогодення.

Ім'ям Моцарта названі вулиці в Маріуполі, Кривому Розі, Коломиї.

## Галерея

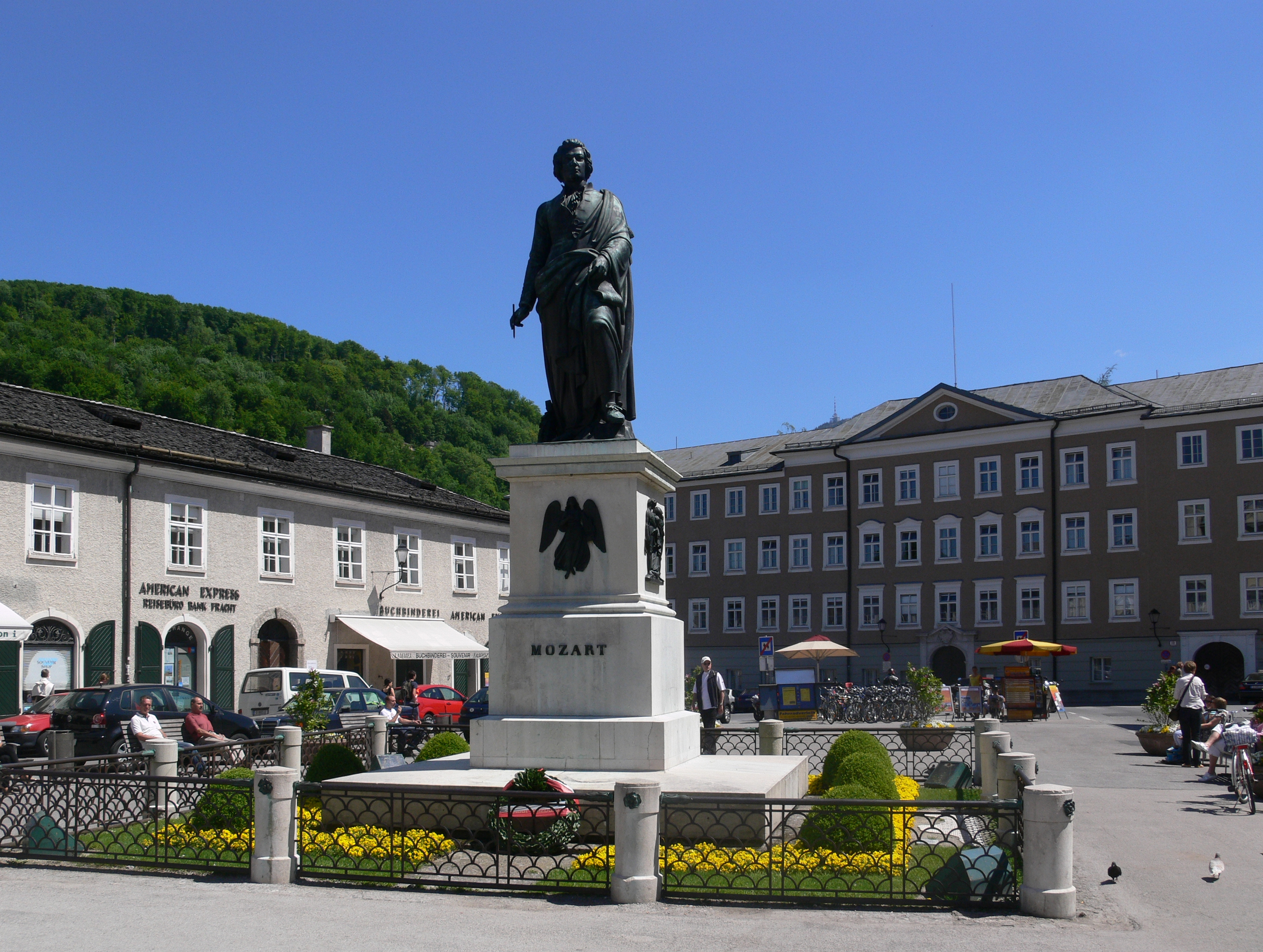
Пам’ятник Моцарту в Зальцбурзі
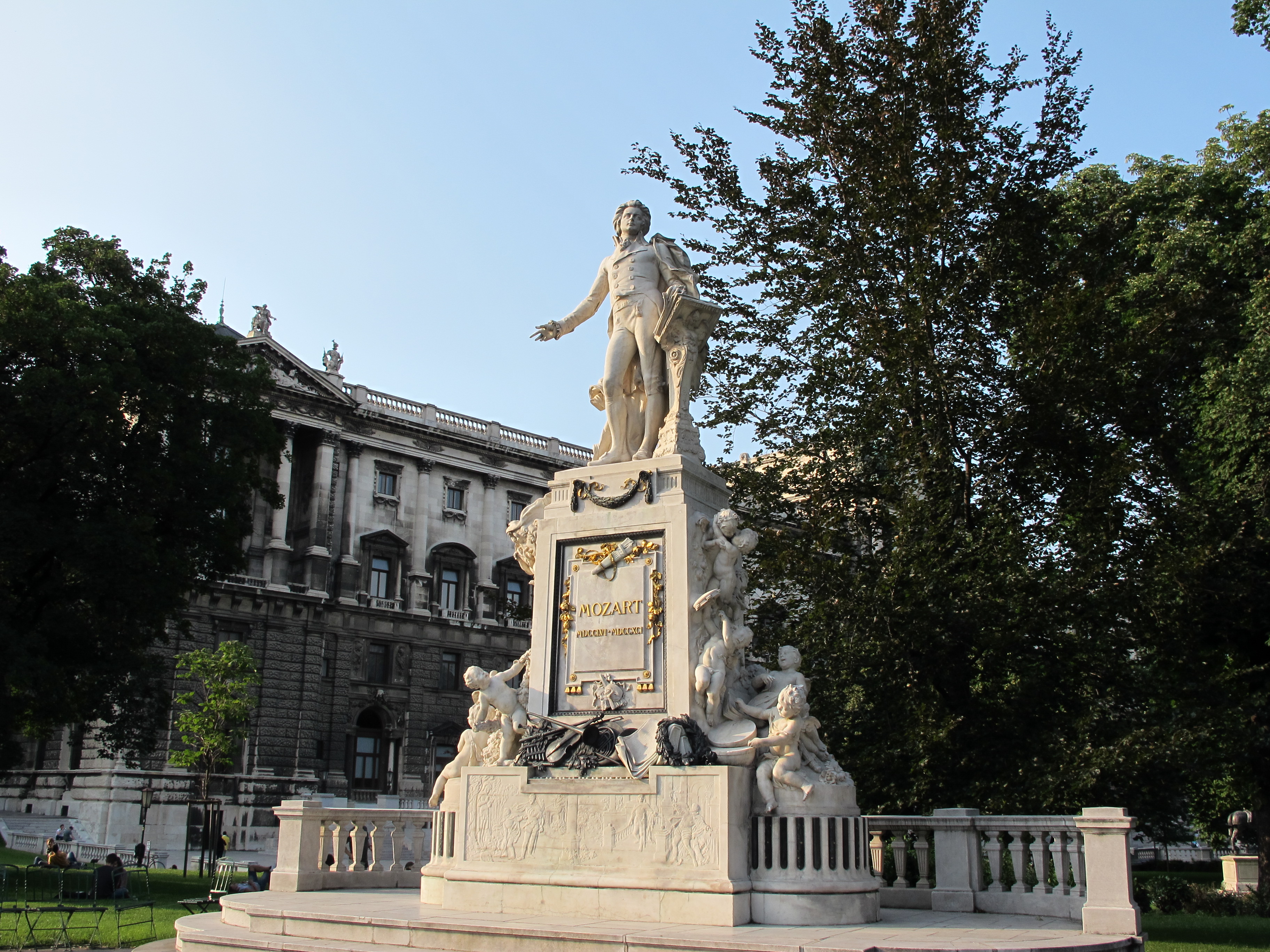
Пам’ятник Моцарту у Відні
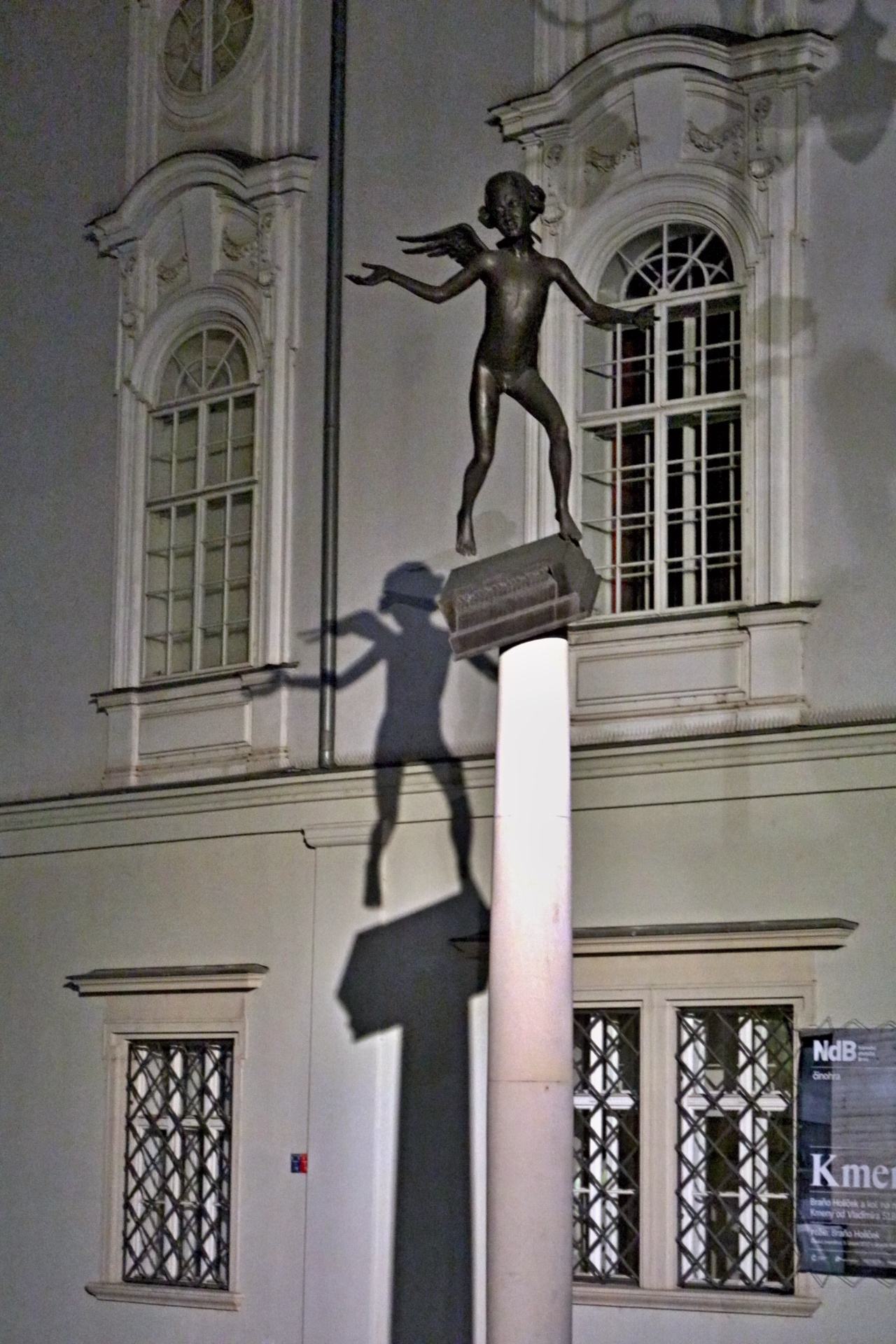
Пам’ятник 11-річному Моцарту у Брно
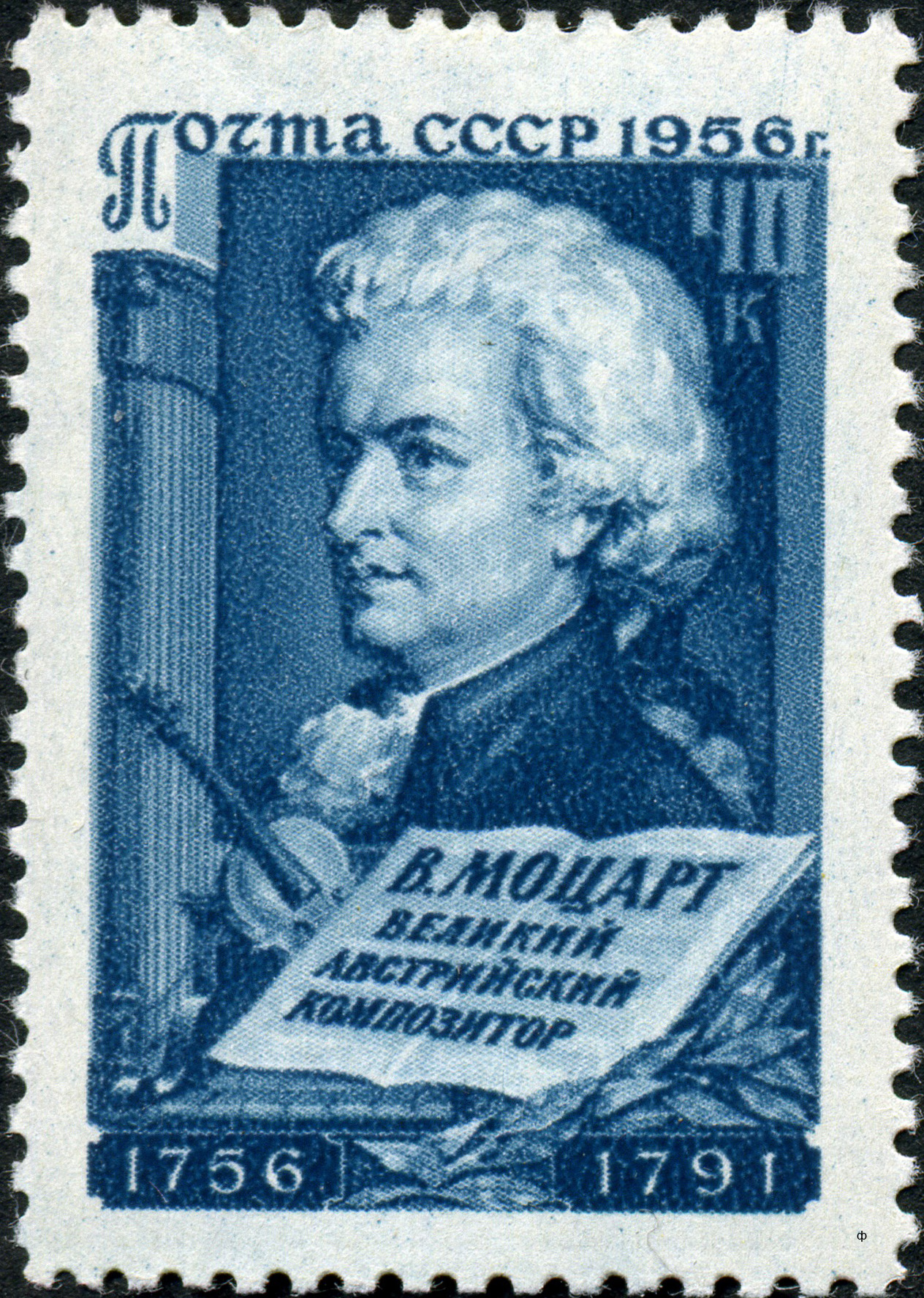
Поштова марка СРСР (1956)
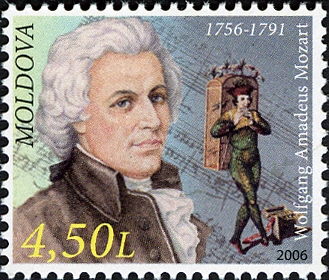
Поштова марка Молдови (2006)
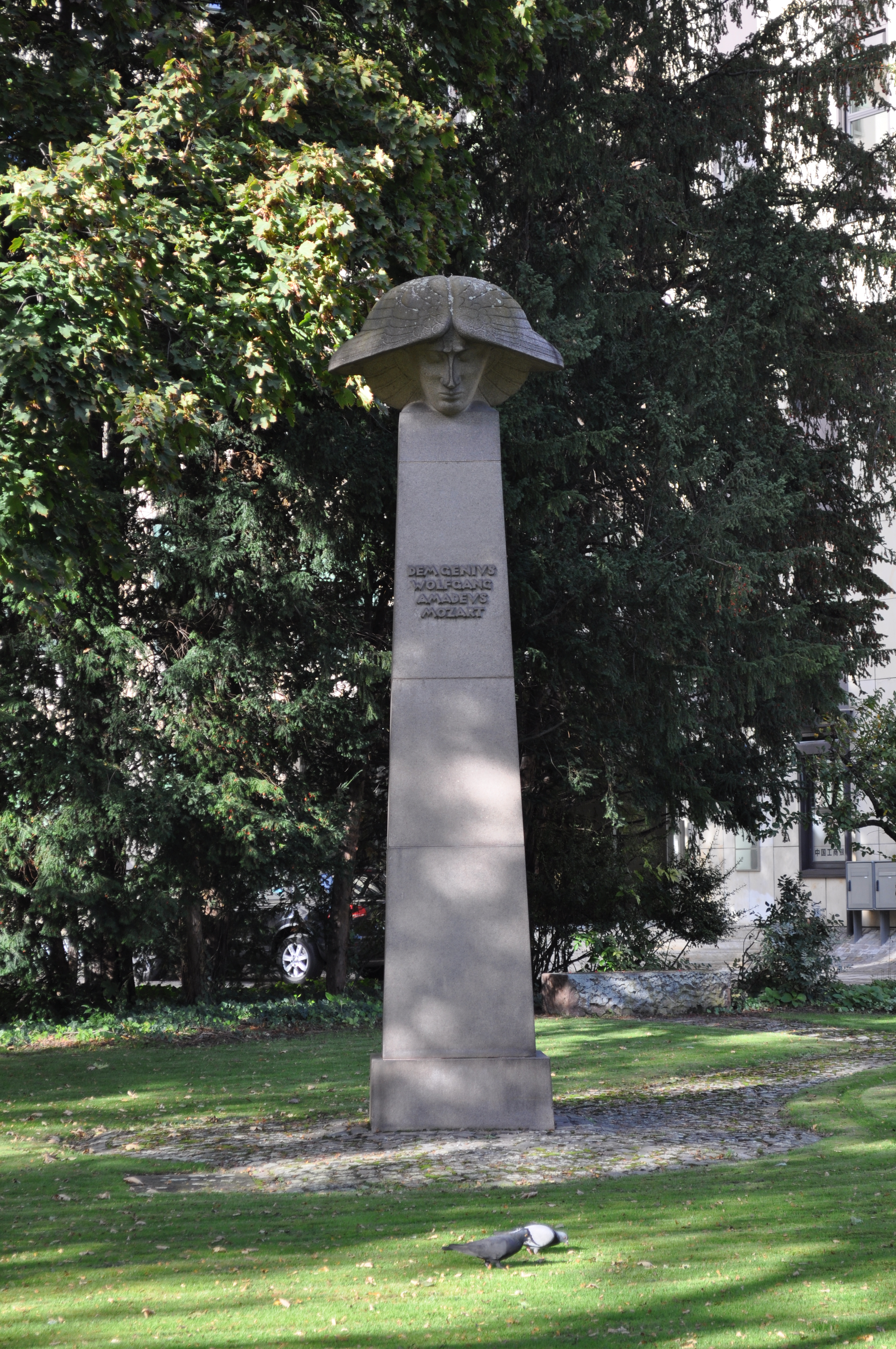
Пам'ятник Моцарту у Франкфурті-на-Майні